# Iron Lad
Iron Lad, il cui vero nome è Nathaniel Richards, è un personaggio immaginario dei fumetti creato da Allan Heinberg (testi) e Jim Cheung (disegni), pubblicato dalla Marvel Comics, comparso per la prima volta in Young Avengers n. 1.

## Biografia del personaggio
Nathaniel Richards, nato nel futuro, è uno studente destinato a divenire Kang il conquistatore, un viaggiatore del tempo criminale che, nel XX secolo, si scontrerà più volte con i Vendicatori e i Fantastici Quattro. Un giorno, dopo esser stato tormentato dai bulli della scuola, venne contattato dalla sua versione adulta che, per consolarlo, gli mostrò le sue future imprese e le sue battaglie contro i "più potenti eroi della terra".
Ma la visione ebbe l'effetto contrario in Nathaniel; sconcertato dalla scoperta, si recò nel XX secolo alla ricerca dei Vendicatori, sperando che questi conoscessero un modo per impedire la sua ascesa criminale.
Purtroppo per Nate, i Vendicatori si erano sciolti da poco (a seguito della follia di Scarlet descritta in Vendicatori Divisi). Decise allora di recarsi nei laboratori Stark, dove trovò i resti meccanici dell'androide noto come la Visione; grazie a questi componenti si costruì un'armatura cibernetica simile a quella di Iron Man (ma più potente, grazie a una tecnologia futuristica) avente nel suo database delle informazioni su dove cercare nuovi Vendicatori: la Visione infatti aveva organizzato un piano di emergenza per sopperire alla scomparsa dei Vendicatori sostituendolo con una nuova generazione di eroi, i cui membri erano in qualche modo legati agli originali.
Assieme ad Elijah "Eli" Bradley (Patriot), Teddy Altman (Hulkling) e Billy Kaplan (prima Asgardiano poi Wiccan) formò i Giovani Vendicatori, sperando di contrastare i piani del suo alter ego futuro.
Le loro imprese attirarono l'attenzione di Capitan America, Iron Man e Jessica Jones (che doveva indagare su di loro per conto del Daily Bugle): Nathaniel raccontò loro tutto, sperando che i due eroi potessero aiutarli.
Cap e Iron Man decisero di occuparsi della cosa, però proibirono loro di esercitare la professione dei supereroi, in quanto troppo pericolosa, e con la scusa di addestrarli li rinchiusero nella propria vecchia base, andando poi a rintracciare i loro genitori.
Liberati da Kate Bishop (la futura Occhio di Falco) e da Cassie Lang (la futura Stature, con la quale nascerà del tenero) i Giovani Vendicatori si scontrarono con Kang, giunto nel passato appositamente per costringere Nate a tornare nel suo tempo. I ragazzi si ribellarono e lo sconfissero in battaglia. Nate riuscì ad uccidere la sua versione adulta, ma ben presto si rese conto di aver alterato lo spazio-tempo, e la realtà cominciò a cambiare intorno a loro, rischiando di collassare: Nate capì allora di essere costretto a tornare nel proprio tempo e a seguire il proprio destino di divenire Kang, per poter così ristabilire la realtà e la giusta linea temporale.
Tuttavia Nathan ha lasciato un'eredità: la sua armatura, caricata dei suoi tracciati cerebrali, è diventata una nuova versione della Visione, pronta a guidare i Giovani Vendicatori al suo posto.